# Историја Аргентине
Историју Аргентине историчари деле на четири главна периода: преколумбово време или рана историја до шеснаестог века, колонијални период (1516—1810), рат за независност и рано постколонијалистичко доба (1810—1880) и историја модерне Аргентине (од 1880).

### Преколумбовска ера
Најранији трагови људског присуства на подручју данашње Аргентине потичу из времена палеолита, поред њих пронађени су и трагови из времена мезолита и неолита.
До доласка Европљана, Аргентина је била релативно ретко насељено подручје са бројним културама које су имале различите видове друштвеног организовања. Ове културе можемо поделити на три главне групе:
- примитивне ловце и сакупљаче који нису познавали израду грнчарије, као што су културе Селкнам и Јаган на крајњем југу.
- напредне ловце и сакупљаче, као што су Пуелче, Керанди и Сераноси на истоку; и Теуелче на југу. Њима су касније власт наметнуле Мапуче дошавши са подручја данашњег Чилеа[4] и Тобе и Вичији са севера.
- земљораднике који су познавали израду грнчарије, као што су Чаруе, Минуане и Гварани на североистоку; Дијагите на северозападу, покорене од Инка око 1480. године; Токоноте и Комечингони на подручју данашњих провинција Кордоба и Сан Луис; и Уарпе на западу земље.[2]

### Колонијално доба
Први Европљани су на ово подручје стигли 1502. током путовања Америга Веспучија. Шпански морепловци Хуан Дијаз де Солис и Себастијан Кабот посетили су област данашње Аргентине 1516. и 1526. године. Педро де Мендоза је 1536. основао малу насеобину Буенос Ајрес, која је напуштена 1541.
Колонизација је настављена из Парагваја – оснивањем Гувернората Рио де ла Плата – Перуа и Чиле. Франсиско де Агире је 1533. године основао град Сантијаго дел Естеро. Лондрес је основан 1558; Мендоза 1561; Сан Хуан 1562; Сан Мигел де Тукуман 1565. Хуан де Гарај је 1573. године основао Санта Фе а исте године је Херонимо Луис де Кабрера основао Кордобу. Гарај је касније отишао на југ да би 1580. поново изградио Буенос Ајрес. Сан Луис је основан 1596. године.
Буенос Ајрес је 1776. постао главни град Вицекраљевства Рио де ла Плата, насталог на делу бившег Вицекраљевства Перу. Након добијања статуса главног града, постао је важан трговачки центар. Током 1806. и 1807. године Британци су два пута покушали да изврше инвазију на област око реке Ла Плате. Отпор је пружен под вођством Француза Сантијага де Линијеа, што му је касније омогућило да добије титулу вицекраља.
Подручје већег дела данашње Аргентине током колонијалног раздобља било је настањено шпанским имигрантима и њиховим потомцима креолима, местицима, домороцима и потомцима афричких робова. Трећина ондашњег становништва била је настањена у Буенос Ајресу и другим градовима, док су остали живели у пампама, као гаучи. Домороци су живели у другим деловима земље углавном у Патагонији и Гран Чаку.
Вести о свргавању шпанског краља Фердинанда VII током Шпанског рата за независност изазвала је велику забринутост у вицекраљевству. Након Мајске револуције 1810. године у Буенос Ајресу је збачен са власти вицекраљ Балтазар Идалго де Сиснерос а власт је преузела прва независна влада Аргентине тзв. Примера хунта (шп. Primera Junta).

### Стварање нације
Током наредне деценије рат за независност се разбуктао у бившем вицекраљевству, његови делови су се поделили између патриота и ројалиста. Градови данашње Аргентине су подржали отцепљење после 1811. Парагвај се отцепио од Шпаније 1811. а од Аргентине 1842. Горњи Перу је имао недефинисан статус због ројалиста из Вицекраљевства Перу све док није прогласио независност као Боливија 1824. На источну обалу реке Уругвај је извршена инвазија од стране Бразилско-португалског царства 1817. да би након Аргентинско-бразилског рата, споразумом у Монтевидеу 1828. била проглашена независна држава Уругвај.
Међусобни сукоби су довели до политичке нестабилности међу патриотама. Током само четири године Примера хунту је заменила Хунта гранде, затим Први Тријумвират, па Други Тријумвират и први Врховни управник. Године 1813. сазвана је Скупштина ради проглашења независности али то није учињено због политичких несугласица. Након тога избио је грађански рат у Аргентини између провинција окупљених у Федералну Лигу и Врховног Управитељства.
До 1816. Уједињене провинције Јужне Америке су биле изложене великим унутрашњим и спољашњим претњама. У јулу 1816. Конгрес је прогласио независност и именовао Хуана Мартина де Пејредона за Врховног управника. За војне походе био је задужен Хосе де Сан Мартин, који је предводио војску преко Анда и 1817. поразио ројалисте у Чилеу. Након те победе преузео је контролу над чилеанском морнарицом и помоћу ње поразио је ројалисте у Лими. Војни походи Сан Мартина су се надовезали на оне које је предузео Симон Боливар у Великој Колумбији, и довели су до победе суверениста у Борби за независност Латинске Америке.
Битка за Сепеду из 1820, која је вођена између централиста и федералиста означила је крај централне власти. Нови устав је ступио на снагу 1826. током Рата са Бразилом, када је Бернардо Ривадавија изабран за првог Председника Аргентине. Ускоро су овај устав одбациле провинцијске власти јер је био централистички, а Ривадавија је убрзо након тога поднео оставку. Након тога провинције су се окупиле у Аргентинску Конфедерацију. Ова конфедерација провинција је била веома лабава и није имала заједничког шефа државе. Уместо тога нека важна овлашћења је добијао гувернер провинције Буенос Ајрес, као што је отплата дуга и спољни послови.
Гувернер Хуан Мануел де Росас је владао од 1829. до 1832, и од 1835. до 1852. Током свог првог мандата склопио је тзв. федерални пакт и захваљујући ком је поразио Унитаристичку лигу. Након 1835. донео је (шп. Suma del poder público). Суочио се са Аргентинским грађанским ратом и константном ратном опасношћу која се огледала у блокади Рио де ла Плате од стране Француске од 1838. до 1840, Рату Конфедерација, енглеско – француској блокади Рио де ла Плате од 1845. до 1850, и устанку у провинцију Коријентес. Током свих ових сукоба Росас није претрпео ни један пораз и успео је да спречи губљење државне територије. Међутим због одбијања да донесе устав који ће заменити Федерални пакт, гувернер провинције Ентре Риос Хусто Хосе де Уркиза је затражио самосталност ове територије. У бици код Касероса, де Уркиза је поразио Росаса, и присилио га да оде у егзил. Након тога склопљен је Споразум у Сан Николасу 1853. на основу ког је донет аргентински устав. Након отцепљења Државе Буенос Ајрес од Конфедерације, и њеног каснијег прикључења, Бартоломе Митре је 1862. изабран за председника Аргентине. Национално јединство је још више ојачало током Парагвајског рата, током ког је погинуло вие од 300.000 људи, док је Парагвај разрушен.
Након 1875. уследио је талас страних инвестиција и велика имиграција из Европе. Ови догађаји су допринели развоју привреде, првенствено пољопривреде, и оснаживању аргентинског друштва.
Генерал Хулио Аргентино Рока је током 1870-их у војним походима успоставио власт Аргентине над јужним Пампасом и Патагонијом, потчинивши преостало урођеничко становништво.

### Модерна историја
У раздобљу између 1880. и 1929. број становника Аргентине се повећао петоструко, док је друштвени производ увећан за 1.500 процената. Раст броја становника је остварен највише захваљујући великој имиграцији, док је економски раст био подстакнут британским и француским инвестицијама, и извозом пољопривредних производа. Захваљујући овим резултатима Аргентина се сврстала међу десет најјачих светских привреда. Конзервативна елита је доминирала политичком сценом Аргентине све до 1912. када је председник Роке Саенз Пења донео тзв. Саенз Пењин закон по ком је уведено право гласа за све мушкарце, као и тајно гласање. Ово је омогућило центристима окупљеним око Радикалне грађанске уније (шп. Unión Cívica Radical) да победе на првим слободним изборима 1916. године.
Председник Иполито Иригојен је увео друштвене и привредне реформе и проширио видове помоћи породичним газдинствима и малим привредницима. Збачен је са власти пучем из 1930, када на управљање Аргентином поново преузимају конзервативци. Нове власти су потписале трговински Споразум Рока – Рансиман са Британском империјом. Аргентина је током Првог светског рата и већег дела Другог светског рата била неутрална, што јој је омогућило да снабдева Савезнике храном.
Генерал Хуан Перон је 1946. изабран за председника, чиме је створен популистички покрет познат као перонизам. Његова супруга Ева је била омиљена у народу и имала је главну политичку улогу све до своје смрти 1952. Свој утицај у друштву је остваривала помоћу Фондације Ева Перон (шп. Fundación Eva Perón) и Женске перонистичке партије (шп. Partido Peronista Femenino), она је утицала и на стицање права гласа за жене, што је остварено 1947. године.
Током Перонове владавине дошло је до знатног пораста плата и услова живота, подстицано је деловање синдиката, стратешке привредне гране су национализоване, развијана је индустрија којом би били замењени увозни производи а развој пољопривреде је постао приоритет. Међутим, у истом периоду дошло је до пораста инфлације, која је 1951. достигла 50 процената, док је песо изгубио 70% своје вредности од 1948. до 1950.
Спољна политика је постала више изолационистичка јер је дошло до заоштравања односа са САД, појачана је цензура и репресија а велики број опозиционара је затворен и мучен.
Развијајући култ личности Перон је сменио бројне утицајне и способне саветнике да би се окружио послушницима. Смењен је пучем 1955. у тзв. Слободарској револуцији (шп. Revolución Libertadora). Након тога отишао је у егзил у Шпанију.
Након покушаја деперонизације и лустрације перониста, на изборима 1958. победио је Артуро Фрондизи. Део Перонових присталица је подржавао Фрондизија који је спроводио политику подстицања инвестиција у енергетику и индустрију. Захваљујући томе Аргентина је успела да у спољнотрговинској размени оствари суфицит. На изборима 1963. изабран је Артуро Илија који је наставио политику развоја. Упркос напретку земље, његови покушаји да укључи перонисте у политичке процесе су завршени преузимањем власти од стране војске у пучу 1966. године.
Иако репресиван, нови режим је наставио са да подстиче развој домаће привреде и инвестирао је рекордне суме новца у јавне радове. Привреда је снажно расла а број сиромашних је до 1975. смањен на седам посто. Репресија војне хунте је довела до ескалације политичког насиља и Перон, иако у егзилу, је вешто кооптирао са студентским и радничким протестима што је на крају приморало војну хунту да распише слободне изборе 1973. и дозволи његов повратак из Шпаније. Хуан Перон је 1973. ступио на дужност а умро је у јулу 1974. На месту председника наследила га је његова трећа супруга Изабела коју је он поставио за потпредседника. Она је изабрана као компромисно решење између завађених перонистичких фракција. Сукоб који је уследио између левичарских и десничарских екстремиста, довео је до крвопролића, финансијског хаоса и пуча у марту 1976.
Власт је преузела војну хунта под именом Национални реорганизациони процес (шп. Proceso de Reorganización Nacional). Она је појачала борбу против екстремних левичара као што је Народна револуционарна армија (шп. Ejército Revolucionario del Pueblo) и Монтенероса (шп. Monteneros) који су од 1970. вршили убиства и отмице.
Убрзо се репресија пренела и на опозицију па је током тзв. Прљавог рата (шп. Guerra Sucia) нестало на хиљаде дисидената. Репресију је потпомагала ЦИА у Операцији Кондор јер је велики број војних главешина обучаван у Форт Бенингу у Школи Америка (енгл. School of the Americas).
Иако је овај режим у почетку донео извесну стабилност и организовао велики број јавних радова, замрзавање плата и дерегулација финансијског тржишта довели су до великог пада животног стандарда и рекордног спољног дуга.
Деиндустријализација, колапс песа, незапамћена корупција, јавно незадовољство због Прљавог рата и на крају пораз од Уједињеног Краљевства у Фолкландском рату 1982, довели су до пада режима и слободних избора 1983.